# Jozef Gögh
Jozef Gögh (* 3. ledna 1928) je bývalý slovenský fotbalista, obránce, reprezentant Československa. V československé reprezentaci odehrál v letech 1951–1952 dvě utkání, dvakrát startoval i v B mužstvu a jednou v juniorské reprezentaci. V lize odehrál 173 zápasů a dal 2 góly. Hrál za ATK Praha (1950–1951), NV Bratislava (1951–1952), ČH Bratislava (1953–1957) a Spartak Trnava (1958–1959). Se Slovanem (NV) získal roku 1951 titul mistra Československa.